# Penutuk
Penutuk is een bestuurslaag in het regentschap Bangka Selatan van de provincie Bangka-Belitung, Indonesië. Penutuk telt 2313 inwoners (volkstelling 2010).